# Gian Francesco Giudice
Gian Francesco Giudice [džan frančesko džudiče] [(* 25. ledna 1965, Padova, Itálie) je italský teoretický fyzik pracující v CERNu v oboru částicové fyziky a kosmologie.

## Život
Giudice studoval teoretickou fyziku na Padovské univerzitě a na International School for Advanced Studies v Terstu, Itálie. Poté pracoval v Fermilabu (Fermi National Accelerator Laboratory), na Texaské univerzitě v Austinu, a v CERNu (Evropská organizace pro jaderný výzkum). Patří mezi prominentní badatele v oboru supersymetrie, extra dimensions, a Higgsova bosonu. Je autorem A Zeptospace Odyssey a knihy o Velkém hadronovém urychlovači (LHC, Large Hadron Collider). V roce 2013 získal Katedru Jacquese Solvaye ve fyzice.